# 愛は一度だけですか
「愛は一度だけですか」（あいはいちどだけですか）は、シンシア（南沙織）通算32枚目のシングル。1996年1月21日発売。発売元はソニー・ミュージックエンタテインメント（現：ソニー・ミュージックレーベルズ）。

## 解説
「愛は一度だけですか」は、フジテレビ・東海テレビ系列の昼ドラマ『その灯は消さない』の主題歌に起用された楽曲。作詞はカップリング曲を含めて阿久悠が担当し、大人の恋愛感・恋愛模様を描いた歌詞に仕上がっている。イントロの、ドラマ性の高いアレンジも特徴のひとつ。
本シングル発売からまもなく歌手デビュー25周年を記念したベスト・アルバム「Cynthia Best～Eternity」が発売され、「愛は一度だけですか」も収録された。現在シングル盤は生産中止となっているが、篠山紀信・撮影によるシングルジャケットは、現在ソニーレコードが管轄するシンシア公式ホームページ「Art of loving」のトップページ写真に起用されており、そちらで見ることができる。なお、91年に「NHK紅白歌合戦」にて復帰以降、歌手活動においては「シンシア」名義で活動を行ってきた南だが、本作品では「南沙織」の文字が大きめに「シンシア」と併記された。この件について公式な発表はされなかったが、背景としては本作以前の94年1月期に東海テレビ制作の昼ドラマであった「あなたが好きです」の主題歌が同名アーティストであるシンシア(ただし英文字綴りは”Sincere”である)の「FEEL ME」であったことから混同を避けるための対応であったと思われる。また、南のプロデューサーであった酒井政利は BOXセット「Cynthia Anthology」のライナーノーツにおいて「再デビューの時点でシンシア名義で活動をしていたアーティストが別にいたため変更した」旨をコメントしている。余談だが、「FEEL ME」をリリースした方のシンシアは後に活動を始めるクリスタル・ケイの母親であり(彼女はその後シュンケイと改名)、クリスタル・ケイも南の所属したソニー・ミュージックグループのエピック・ソニーレーベルにて数々のヒット作品をリリースした。また東海テレビが昼ドラ撤退後にスタートした「オトナの土ドラ」枠にて放送された「ノンママ白書」の主題歌「Lovin' You」を歌うという奇縁があった。

## 収録曲
1. 愛は一度だけですか（5:07）
  - 作詞: 阿久悠、作曲: 都志見隆、編曲: 重実徹
  - フジテレビ・東海テレビ系列ドラマ『その灯は消さない』主題歌
2. 万華鏡（4:54）
  - 作詞: 阿久悠、作曲: 都志見隆、編曲: 大堀薫
3. 愛は一度だけですか　‐オリジナルカラオケ‐

## 収録作品
- 愛は一度だけですか
Cynthia Best 〜 Eternity
CYNTHIA ANTHOLOGY
Cynthia Premium
GOLDEN☆BEST 南沙織 コンプリート・シングルコレクション
CYNTHIA ALIVE
- 万華鏡
CYNTHIA ANTHOLOGY
Cynthia Premium